# Let's Get It Started (MC Hammer)
Let's Get It Started è un album del 1988 di MC Hammer. È una ri-pubblicazione dell'album di esordio Feel My Power.
Il 17 aprile 1989 è certificato disco d'oro dalla RIAA. Il 26 luglio vende 1.000.000 di copie ed è certificato disco di platino. A distanza di più di due anni, il 3 settembre del 1991, Let's Get It Started vende due milioni di unità.

## Tracce
1. Intro: Turn This Mutha Out
2. Let's Get It Started
3. Ring 'Em
4. Cold Go MC Hammer
5. You're Being Served
6. It's Gone
7. They Put Me In The Mix
8. Son Of The King
9. That's What I Said
10. Feel My Power
11. Pump It Up (Here's The News)